# جوسلین الو
جوسلین آلوها پومهنا الو (زاده ۲۳ سپتامبر ۱۹۹۸) یک بازیکن سافت بال حرفه‌ای آمریکایی برای اوکلاهاما سیتی اسپارک از مسابقات سریع حرفه‌ای زنان (دابلیوپی‌اف) است. او در تیم اوکلاهما سونرز در رشته سافت بال دانشگاهی شرکت کرد. الو در سال ۲۰۱۸ ملی سال ان‌اف‌سی‌ای انتخاب شد و در سال‌های ۲۰۲۱ و ۲۰۲۲ به عنوان بهترین بازیکن سال دانشگاه سافت بال ایالات متحده انتخاب شد. او رهبر حرفه‌ای ان‌سی‌ای‌ای بخش یکم است. الو برای اولین بار توسط اسماش ایت وایپرز در افتتاحیه دابلیوپی‌اف برگزیده شد.

## دوران دبیرستان
آلو در دبیرستان جیمز کمپبل در ایوا بیچ، هاوایی تحصیل کرد و در آنجا دو بار بهترین بازیکن سال دبیرستان ایالتی گاتورید شد و تیمش را به سه قهرمانی ایالتی رساند. او همچنین در سال ۲۰۱۵ عنوان قهرمانی دختران انجمن ورزشی دبیرستان هاوایی را در کشتی با وزن ۱۸۴ پوند به دست آورد. او پس از دومین سال تحصیلی کشتی را کنار گذاشت. وی در طول دوره نوجوانی با هشت هوم ران، ۳۰ ران (آربی‌آی)، ۱۳ ران گل‌شده و ۱٫۷۲۶ روی پایه به علاوه اسلاگ (اوپی‌اس) به ۰٫۶۱۲ رسید. در طول بازی عنوان ۲۰۱۶، او ۲ به ۳ با یک هوم ران و چهار آربی‌آی پیش رفت و متعاقباً به عنوان برجسته‌ترین بازیکن مسابقات انتخاب شد. او همچنین به عنوان اولین تیم منتخب انجمن بین مدرسه‌ای انتخاب شد. به عنوان یک بزرگسالدر سال ۲۰۱۷، او با ۱۲ هوم ران، ۲۷ آربی‌آی و ۱٫۴۴۹ درصد اسلاگ به ۰٫۵۷۱ رسید.

## دوران دانشگاه
در طول سال اول تحصیلی خود در سال ۲۰۱۸، الو در تمام بازی‌ها که تعدادشان ۶۲ تا بود، شرکت کرد (۳۹ بازی به عنوان بازیکن تعیین شده، ۲۳ بازی در زمین چپ). او رهبری تیم کشور را در بازی‌های مختلفی بر عهده داشت. او فصل مسابقات سافت بال را در رتبه دوم ملی در آربی‌آیs (72)، دوم در کل پایه (۱۵۹)، سوم در اسلاگ (۰٫۹۷۰)، و چهارم در آربی‌آی (۷۱) و آربی‌آی در هر بازی (۱٫۲۰) به پایان رساند. ۳۰ هوم ران او رکورد تک فصل اوکلاهاما و نیز رکورد تک فصل دانشجوی سال اولی ان‌سی‌ای‌ای بخش یکم را به دست آورد. پس از یک فصل فوق‌العاده، او به‌عنوان بهترین دانشجوی سال ملی ان‌اف‌سی‌ای، ۱۲ نفر برتر سال اولی، تیم اول سراسر آمریکا انتخاب شد.
در طول سال دوم تحصیلی خود در سال ۲۰۱۹، الو ۵۹ بازی داشت (۵۶ بازی در زمین راست، سه بازی به عنوان بازیکن تعیین شده)، جایی که او در امتیازات آربی‌آی (۵۶) در رتبه دوم قرار گرفت و از نظر تعداد ضربات (۶۶) و درصد روی پایه (در رتبه دوم) قرار گرفت. .۴۸۴). پس از فصل، او به عنوان تیم اول انتخاب شد الو در سال جوانی خود در سال ۲۰۲۰، تمام ۲۴ بازی را برای سونرز در سراسر زمین و به عنوان بازیکن تعیین شده در فصلی که به دلیل دنیاگیری کووید-۱۹ لغو شد، شروع کرد. او سال را با خط اسلش ۰٫۴۲۷/.۸۱۳/.۵۰۶ به پایان رساند تا با هشت هوم ران، ۲۱ آربی‌آی و ۲۲ دوش، و یک تیم پیشرو در ۶۱ کل بیس و ۱۲ پیاده‌روی به پایان برسد. او فصل ۲۰۲۰ را در رتبه اول در میانگین ضربات حرفه‌ای (.۴۰۴) و سوم در درصد اسلاگ (.۸۴۶)، چهارم در درصد روی پایه (.۵۱۵) و پنجم در ران‌های خانگی (۵۴) به پایان رساند.

## پیگیری سافت بال به صورت حرفه‌ای
الو برای اولین بار توسط اسماش ایت اسپورتس وایپرز در اولین فست‌پیچ حرفه‌ای زنان فراخوانده شد. در ۱۳ ژوئن ۲۰۲۲، او با وایپرز قرارداد امضا کرد.
در ۳ نوامبر ۲۰۲۲، او توسط وایپرز به اوکلاهاما سیتی اسپارک در ازای انتخاب‌های درافت و ملاحظات نقدی مبادله شد. او پس از آن با اسپارک قراردادی سه ساله امضا کرد.